# Roald Dahl's Matilda the Musical
Roald Dahl's Matilda the Musical (prt: Matilda de Roald Dahl: O Musical; bra: Matilda: O Musical), também conhecido como Matilda the Musical, é um filme américo-britânico de 2022, dos gêneros comédia dramática, fantasia, família e musical, dirigido por Matthew Warchus a partir de um roteiro de Dennis Kelly. É uma adaptação do musical teatral homônimo de 2011, criado por Warchus, Kelly e Tim Minchin, por sua vez baseado no romance Matilda (1988), escrito por Roald Dahl. O filme foi coproduzido pela TriStar Pictures e Working Title Films e distribuído internacionalmente pela Netflix.
Estrelado por Alisha Weir, Lashana Lynch, Stephen Graham, Andrea Riseborough, Sindhu Vee e Emma Thompson, a produção é a segunda adaptação cinematográfica do livro, após o filme de 1996. Conta a história de Matilda Wormwood (Weir), uma garota negligenciada pelos pais que desenvolve habilidades telecinéticas para enfrentar Agatha Trunchbull (Thompson), uma cruel diretora escolar. Estreando no Reino Unido em 5 de outubro de 2022 e disponibilizado no catálogo da Netflix em 25 de dezembro do mesmo ano, o filme recebeu críticas predominantemente positivas, com elogios especiais à atuação de Thompson.

## Enredo
Matilda Wormwood é uma menina prodígio desprezada pelos pais. Ela adora ler e se torna amiga da Sra. Phelps, uma bibliotecária. Ao descobrir que Matilda não foi devidamente escolarizada, a professora Honey pressiona os pais da garota a matricularem-na na escola primária Crunchem Hall. Matilda conta a Phelps a história de um casal formado por um escapologista e uma acrobata. Na escola, ela conhece colegas como Nigel, Amanda e Bruce e depara-se com a tirânica diretora Agatha Trunchbull.
Impressionada com as habilidades intelectuais de Matilda, Honey pede a Trunchbull que mova a menina para uma classe mais avançada, mas a diretora se recusa. Matilda critica o pai, que rasga um livro da biblioteca; ela, então, cola um chapéu na cabeça dele. Matilda incentiva os colegas a protegerem Nigel de ser punido injustamente por Trunchbull, que agarra Amanda pelas tranças e a arremessa por cima da cerca. A diretora também obriga Bruce a comer um bolo de chocolate inteiro, como castigo por ele ter roubado uma fatia de bolo dela; embora ele consiga realizar o desafio, Trunchbull o condena ao Chokey, um dispositivo de tortura. Matilda tenta, sem sucesso, ajudá-lo.
Matilda continua a história: grávida, a acrobata é forçada pela meia-irmã a realizar um perigoso número; ferida, morre após dar à luz uma filha. O escapologista deixa a criança aos cuidados da meia-cunhada, que intimida a menina secretamente. Em casa, o pai de Matilda tranca-a no quarto por ela criticar as vendas de carros ilícitas que ele faz. Terminando sua história, ela conta que o escapologista descobre que a filha é maltratada e nunca mais é visto. Temendo a rebeldia das crianças, Trunchbull as obriga a fazer exercícios físicos desafiadores; furiosa, Matilda usa sua recém-descoberta telecinesia para colocar uma salamandra nas calças de Trunchbull, livrando todos da punição. A garota vai à casa de Honey, onde descobre que o escapologista e a acrobata eram os pais da professora, e que a meia-irmã é Trunchbull.
Com seus poderes, Matilda destrói o Chockey. Trunchbull faz uma prova de soletração na qual os alunos que errarem serão presos em novos Chockeys. Ela trapaceia, dizendo palavras que não existem para que possa prender todos. Matilda usa a telecinese para fingir ser o fantasma vingativo do acrobata, destruindo todos os Chockeys e expulsando Trunchbull da escola. Honey recupera as chaves da casa de seu pai. Revoltados, os alunos destroem a estátua de Trunchbull. Os pais de Matilda chegam para levá-la para a Espanha, para onde a família deve fugir porque o pai enganou a máfia. Honey implora que deixem Matilda ficar com ela. Eles concordam e a menina, por telecinese, descola o chapéu da cabeça do pai. Honey torna-se a nova diretora e a escola se transforma num lugar acolhedor. Matilda e Honey passam a viver felizes juntas.

## Elenco
Este é o elenco principal do filme, na ordem dos créditos finais:
| - Alisha Weir interpreta Matilda Wormwood - Emma Thompson interpreta Agatha Trunchbull - Lashana Lynch interpreta Senhorita Honey - Stephen Graham interpreta Sr. Wormwood - Andrea Riseborough interpreta Sra. Wormwood - Sindhu Vee interpreta Sra. Phelps | - Carl Spencer interpreta o escapologista - Lauren Alexandra interpreta a acrobata - Winter Jarrett Glasspool interpreta Amanda Thripp - Andrei Shen interpreta Eric - Ashton Robertson interpreta Nigel - Meesha Garbett interpreta Hortensia | - Charlie Hodson-Prior interpreta Bruce Bogtrotter - Rei Yamauchi Fulker interpreta Lavender - Katherine Kingsley interpreta a meia-irmã da acrobata - Amber Adeyinka interpreta Srta. Honey jovem |

## Produção

### Desenvolvimento
Em 15 de novembro de 2013, foi anunciado que o teatro musical Roald Dahl's Matilda the Musical, baseado no romance Matilda, de Roald Dahl, ganharia uma adaptação cinematográfica. Matthew Warchus e Dennis Kelly, respectivos diretor e roteirista da produção teatral, também participariam da versão para o cinema. O músico Tim Minchin confirmou, em junho de 2016, que a adaptação cinematográfica já estava em desenvolvimento, dizendo que "provavelmente [seria] realizada nos próximos quatro ou cinco anos". Mara Wilson, que em 1996 interpretou Matilda na primeira adaptação fílmica do livro, comentou a respeito do musical: "Talvez se o transformassem num filme, eu poderia fazer uma pequena participação, mas isso depende da decisão deles".
Em novembro de 2018, foi revelado que a Netflix estava a adaptar Matilda como uma série de animação, a qual faria parte de uma "série de eventos animados" junto com outros livros de Roald Dahl, como The BFG, The Twits e Charlie and the Chocolate Factory. Em novembro de 2019, o diretor do filme Matilda de 1996, Danny DeVito, disse que "sempre quis" desenvolver uma sequência para o longa-metragem, acrescentando que essa possível sequência poderia ser protagonizada por um filho ou filha de Matilda, devido ao fato de Wilson ter envelhecido desde então. Em 28 de janeiro de 2020, foi noticiado que Matilda the Musical seria produzido pela Working Title Films e distribuído via streaming pela Netflix; a Sony Pictures Releasing, que anteriormente distribuiu o filme de 1996 por meio da TriStar Pictures, faria a distribuição para cinema e mídia doméstica exclusivamente no Reino Unido também por meio da TriStar. Confirmou-se ainda que Warchus e Kelly continuavam envolvidos com o projeto. Ellen Kane, que trabalhou com o coreógrafo Peter Darling na produção teatral, ficaria responsável pela coreografia do novo filme.

### Escolha do elenco
Em 4 de maio de 2020, foi divulgado que Ralph Fiennes havia sido escalado como a vilã Agatha Trunchbull, uma vez que o papel é convencionalmente desempenhado por homens no teatro. No entanto, essa informação foi desmentida em 14 de janeiro de 2021, quando foi anunciado que Emma Thompson interpretaria a personagem, com confirmações adicionais de Lashana Lynch como Senhorita Honey e Alisha Weir como Matilda; a jovem atriz conseguiu o papel-título após ter feito o que Warchus considerou como "uma audição inesquecível". Mais de 200 crianças foram escolhidas para dar vida aos demais alunos da Cruchem Hall. Em abril de 2021, anunciou-se que Stephen Graham e Andrea Riseborough integrariam o elenco principal como os pais da protagonista, respectivamente Sr. Wormwood e Sra. Wormwood, enquanto Sindhu Vee interpretaria a Sra. Phelps.

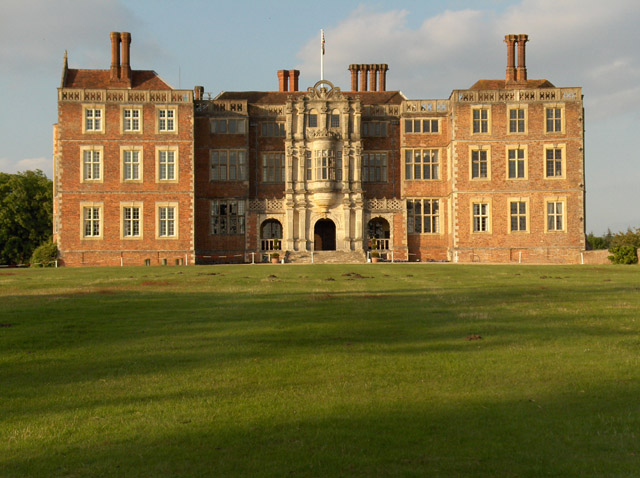
A mansão Bramshill House, em Bramshill, Reino Unido, foi usada como cenário da Crunchem Hall, a escola primária vista no filme.

### Filmagens
A produção foi originalmente planejada entre agosto e dezembro de 2020, no entanto, foi adiada para meados do ano seguinte devido à pandemia de COVID-19. O longa foi gravado no Reino Unido e na Irlanda, com as filmagens tendo início por volta de 3 de maio de 2021. A maior parte das cenas foi filmada no Shepperton Studios em Surrey, Inglaterra. Entre as locações principais, estava a Bramshill House, uma mansão de arquitetura jacobina localizada em Bramshill e classificada como Grau I, utilizada para o cenário da escola primária Crunchem Hall. As cenas ambientadas na localidade natal de Matilda foram registradas na aldeia de Denham, em Buckinghamshire.
Thompson relatou que seu processo de transformação em Trunchbull levava cerca de três horas e meia por dia e envolvia aplicação de maquiagem, próteses faciais e uma variedade de preenchimentos. A atriz comentou: "Há um traje de corpo real, que é para dar a ela o peso e os músculos. E, então, uma roupa de baixo enorme e pesada, um peito falso e tudo mais. Era demais até para caminhar". Kane considerou o número musical "Miracle", que envolvia muitos figurantes sobre uma plataforma com várias camadas, como a cena mais difícil de coreografar, pois exigia um grande número de pessoas que, pelas regras de prevenção à COVID-19, não podiam ficar muito aglomeradas no cenário.

## Música
Em novembro de 2013, Minchin, compositor do musical original, estava em negociações para criar novas músicas para o filme e, em 2020, foi confirmado para fazê-lo. Logo após a estreia do filme, foi revelado que ele havia escrito um novo número de encerramento. Também foi anunciado que, para manter a duração de 117 minutos, algumas músicas da versão teatral não seriam incluídas. Christopher Nightingale compôs a música incidental para o filme. O álbum com a trilha sonora do longa, contendo as canções e a trilha musical de Nightingale, foi lançado mundialmente no formato digital em 18 de novembro de 2022 e em 9 de dezembro de 2022 em CD físico.

### Números musicais

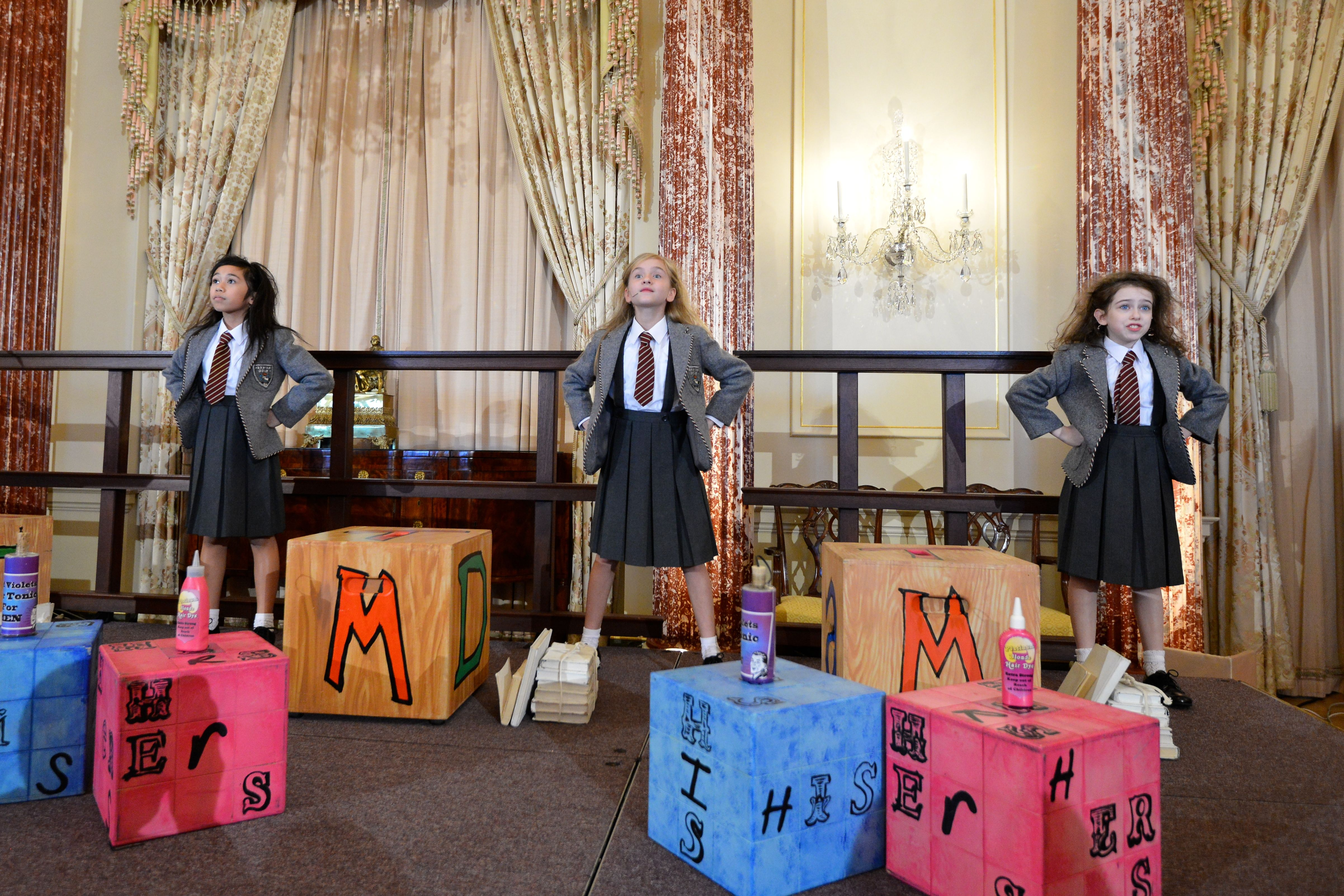
Parte do elenco da peça de teatro Roald Dahl's Matilda the Musical, da qual o filme é adaptado, realizando o número musical "Naughty".

O filme começa com "Miracle", número musical de aspecto surreal, com cores vivas, cinematografia iluminada e tons de humor sombrio, que apresenta os pais negligentes da protagonista; Matt Henry, vencedor do Prêmio Olivier, interpreta o médico que realiza o parto de Matilda. No segundo momento cantado, "Naughty", Matilda encoraja a si mesma e aos espectadores a "mudar suas histórias" se as coisas não estiverem certas; ela planeja uma vingança bem-humorada contra o pai, que a havia descrito como "problemática" para Trunchbull. Em "School Song", as crianças alertam Matilda sobre a natureza ameaçadora da escola Crunchem Hall.
No número "The Hammer", Trunchbull e as crianças cantam sobre a implacabilidade dela, estabelecendo-a como uma ex-campeã de arremesso de martelo; a letra contém expressões criativas que podem se referir tanto às regras do esporte olímpico quanto ao rigor da diretora. Em "Chokey Chant - Hide Me", as crianças descrevem o Chokey, armário com objetos pontiagudos construído por Trunchbull para punir alunos que se comportarem mal; predominantemente instrumental, é a mais curta das canções, com 1 minuto e 11 segundos. "Bruce" é uma sequência onírica e jazzística na qual Matilda vê os alunos trocarem seus uniformes escolares por jaquetas de lantejoulas enquanto cantam para incentivar Bruce a comer sozinho um enorme bolo de chocolate por ordem de Trenchbull.
Em "When I Grow Up" as crianças cantam inocentemente sobre suas esperanças e sonhos, apesar de toda a hostilidade que encontram no ambiente escolar; Honey participa brevemente com um vocal no final do número, enfatizando uma melancolia na canção. Segue-se "I'm Here", outra música em grande parte instrumental, cantada pelo escapologista para sua filha numa das sequências de histórias narradas por Matilda. "Smell of Rebellion" é um número solo de Trunchbull, no qual ela revela sua preocupação com uma possível rebelião dos alunos. Após descobrir seus poderes telecinéticos, Matilda canta em "Quiet" sobre precisar de um pouco de silêncio devido ao caos instaurado ao redor de si; a música é contida, apenas com voz e piano, contrastando com algumas canções anteriores de ritmo acelerado e letras frenéticas.
Na sequência "My House", Honey canta em soprano sobre o casebre onde vive, em situação de pobreza; na imaginação de Matilda, o escapalogista canta novamente "I'm Here" e a menina percebe que a história dele era real e que Honey e ele são pai e filha. Em "Revolting Children" o coro infantil se revolta contra a tirania de Trunchbull, finalmente derrotada; essa música tornou-se uma das mais populares do filme, tanto que após ser divulgada numa prévia disponibilizada no YouTube, sua coreografia chegou até a gerar um desafio de dança no TikTok. Encerrando o filme, o tema "Still Holding My Hand" começa como um dueto suave entre Matilda e Honey para, em seguida, com o ritmo um pouco mais intensificado, ser entoado pelo grande elenco de crianças; única canção que Minchin escreveu especificamente para o longa-metragem.

## Lançamento e recepção
Roald Dahl's Matilda the Musical teve sua estreia mundial no Festival de Cinema de Londres do BFI em 5 de outubro de 2022. Um lançamento exclusivo nos cinemas do Reino Unido e Irlanda, via Sony Pictures Releasing e TriStar Pictures, estava previsto para 2 de dezembro de 2022 e foi antecipado para 25 de novembro. O lançamento nos cinemas dos Estados Unidos e internacionais se deu em 9 de dezembro de 2022 e a Netflix adicionou a obra ao seu catálogo no Dia de Natal; no Reino Unido, contudo, a plataforma de streaming adiou o lançamento para meados de 2023. Uma edição especial sing-along (para o público cantar junto) estreou nos cinemas britânicos por tempo limitado a partir de 1 de janeiro de 2023; houve uma exibição prévia em 17 de dezembro de 2022, em benefício da instituição de caridade MediCinema.

### Bilheteria
Em seu fim de semana de estreia, Matilda the Musical liderou as bilheterias do Reino Unido com 4,1 milhões de euros (cerca de 5 009 820 dólares), superando Black Panther: Wakanda Forever, detentor do primeiro lugar em arrecadação nas duas semanas anteriores. Em 9 de janeiro de 2022, o filme obteve 28 864 734 dólares no Reino Unido e 235 266 dólares em outros territórios, arrecadando um total de 29 100 000 dólares mundialmente.

### Crítica
No agregador de críticas Rotten Tomatoes, 92% de 89 avaliações dos críticos são positivas, com uma classificação média de 7,7/10; o consenso do site diz: "Roald Dahl's Matilda the Musical traz a história clássica de volta à tela com uma deliciosa Emma Thompson, dança deslumbrante e uma abordagem irascível adotada do material de origem." O Metacritic atribuiu ao filme uma pontuação média ponderada de 72 em 100 com base na opinião de 28 críticos, indicando "críticas geralmente favoráveis".
Robbie Collin, do The Telegraph, escreveu que Thompson interpreta Trunchbill como "uma vilã perturbada para ser lembrada". Escrevendo para o The Guardian, Peter Bradshaw afirmou que "as almas gêmeas alegremente astutas da comédia de Thompson e Minchin se unem para formar a base da maldade do filme". Amy Nicholson, em crítica publicada no The New York Times, elogiou a direção, o roteiro, a "ferocidade empática" da atuação de Weir e definiu o filme como "um choque de doce azedo garantido para fazer você sorrir". Matt Patches, da Polygon, considerou a sequência "Revolting Children" como uma das melhores cenas cinematográficas do ano. Avinash Ramachandran, do Cinema Express, descreveu-o como uma "reinicialização fantástica de um clássico amado".

### Controvérsias
O visual de Thompson como Trunchbull foi criticado pelo uso do traje com enchimentos para deixar a atriz mais corpulenta. Emmie Harrison-West, colunista do Metro, opinou que o figurino reforçava a gordofobia. O assunto repercutiu nas redes sociais, levando a discussões sobre preconceito e falta de oportunidades enfrentados por atores gordos na indústria cinematográfica. Diferentemente de Thompson, Pam Ferris estava realmente acima do peso quando interpretou Trunchbull no filme de 1996. Artigos em publicações como The Sydney Morning Herald e Screen Rant também criticaram a utilização do traje na caracterização da personagem.
A opção da Netflix de não lançar o filme no Reino Unido em 25 de dezembro de 2022 causou descontentamento entre muitos fãs britânicos. As queixas chegaram ao compositor Tim Minchin, que esclareceu que a decisão da plataforma foi por uma "razão comercial", uma vez que a Sony manteve os direitos de lançar o filme em território britânico da maneira tradicional; Minchin também argumentou que a apreciação no cinema é a única capaz de "fazer jus ao incrível detalhamento da obra".